# Langaha madagascariensis
Espèce
Synonymes
- Langaha nasuta Shaw, 1802
- Langaha crista-galli Duméril & Bibron, 1854
- Langaha ensifera Duméril & Bibron, 1854
- Langaha intermedia Boulenger, 1888

Statut de conservation UICN

 LC  : Préoccupation mineure

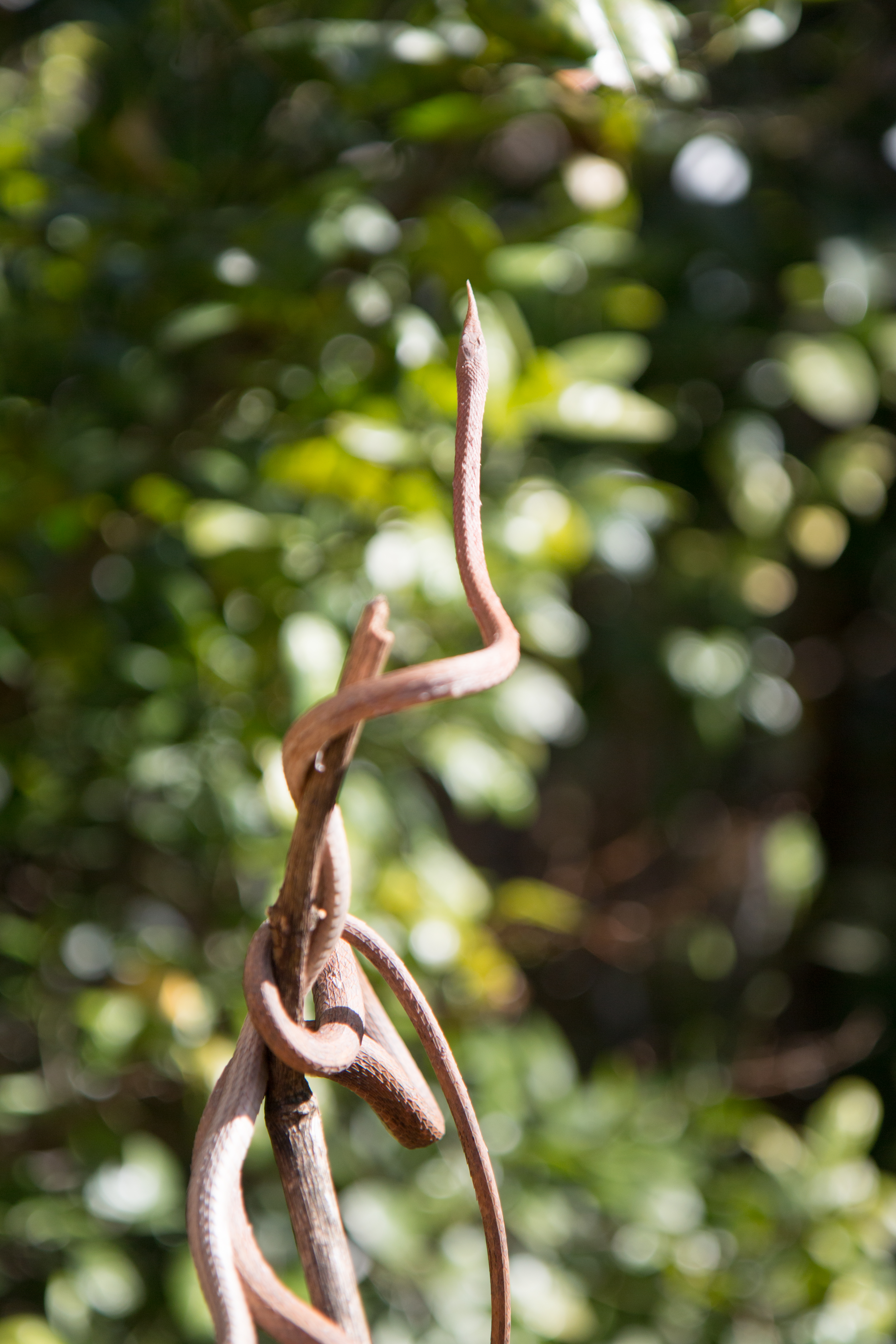

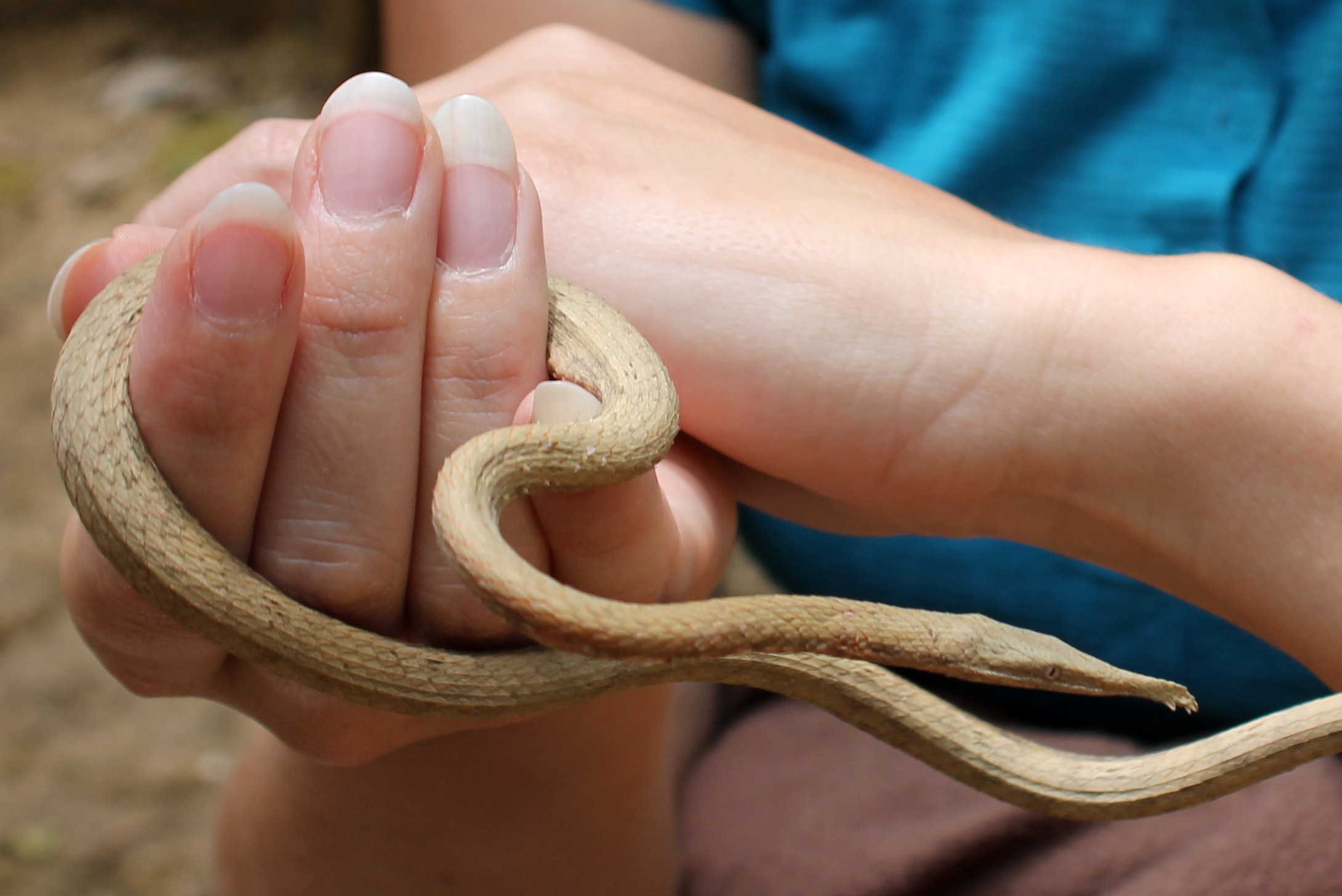

Langaha madagascariensis  ou serpent à feuille est une espèce de serpents de la famille des Lamprophiidae.

## Répartition
Cette espèce est endémique de Madagascar.

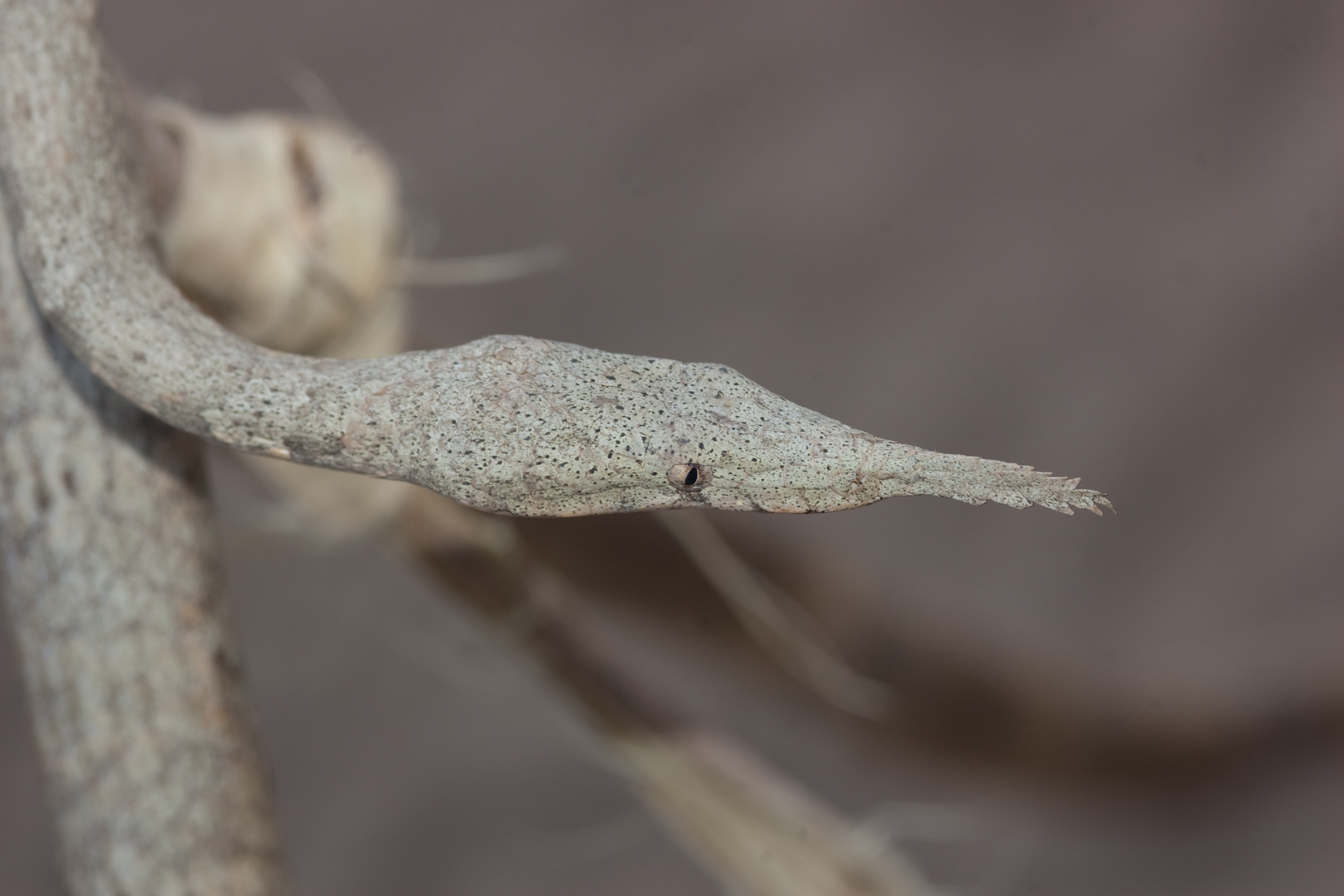
femelle

## Étymologie
Son nom d'espèce, composé de madagascar(i) et du suffixe latin -ensis, « qui vit dans, qui habite », lui a été donné en référence au lieu de sa découverte. 

## Publication originale
- Bonnaterre, 1790 : Ophiologie in Tableau encyclopédique et méthodique des trois règnes de la nature, p. 1-76 (texte intégral).